# Tarantulă roz din Martinica
Tarantula roz din Martinica (Caribena versicolor), cunoscut sub numele de păianjen roșu de copac din Martinica sau în engleză: Martinica pinktoe este popular ca un animal de companie păianjen, datorită caracterului său docil și colorației unice.
Plasat anterior în genul Avicularia, C. versicolor este originar din Martinica din Marea Caraibilor.
Tarantulele roz din Martinica sunt arboricole (locuind în copaci). Ele țes pânze-pâlnie elaborate în care își petrec cea mai mare parte a timpului.
Exemplarele de C. versicolor sunt albaștru strălucitor, cu un model de trunchi de copac negru pe abdomen. Pe măsură ce cresc, își pierd treptat colorația albastră; carapacea devine verde, abdomenul roșu, iar picioarele devin verzi cu tarsi roz și o acoperire de fire de păr violet. Masculii sunt, de obicei, puțin mai viu colorați decât femelele. Ca și la majoritatea speciilor de tarantulă, masculii nu cresc la fel de mari ca femelele, iar abdomenele lor sunt mai mici decât cele ale femelelor, chiar și proporțional cu dimensiunea lor.